# Torrijo de la Cañada
Torrijo de la Cañada es una municipio y localidad española de la provincia de Zaragoza, en la comunidad autónoma de Aragón. El término municipal, ubicado en el valle del río Manubles, tiene una población de 193 habitantes (INE 2024).

## Geografía
El término municipal está cruzado por el Manubles, afluente del río Jalón. Está entre Bijuesca y Villalengua, también tiene otro río, llamado por los lugareños Carabán (Carabantes), afluente del río Manubles. Se conecta a través de la carretera A-1502.

## Historia
La historia de Torrijo se remonta a la antigüedad cuando era conocida como Termes y como Turriga. Aquí tuvo lugar un episodio contado por el historiador Apiano y protagonizado por el procónsul Quinto Pompeyo en el año 137 a. C., dentro de las guerras celtíberas cuando después de haber derrotado a Numancia, se dirigió contra la ciudad de Termes, donde perdió 700 hombres. según la tradición cristiana, en el siglo III en el lugar donde se levanta la iglesia parroquial, fue donde Daciano mandó degollar a los santos Félix y Régula, el 11 de septiembre de 300, que habían nacido en la ciudad de Tebas y pertenecían a la Legión Tebea. Torrijo fue reconquistado en el siglo XII por Alfonso I el Batallador donde aparece con el nombre de Turrillo. Ya en el siglo XIV como todos los pueblos de la zona oriental de la provincia de Zaragoza sufrió las consecuencias de la guerra de los Dos Pedros.
Hacia mediados del siglo XIX, el lugar tenía contabilizada una población de 1275 habitantes. La localidad aparece descrita en el decimoquinto volumen del Diccionario geográfico-estadístico-histórico de España y sus posesiones de Ultramar de Pascual Madoz de la siguiente manera:

TORRIJO: l. con ayunt. de la prov. y aud. terr. de Zaragoza (18 leg.), c. g. de Aragon, part. jud. de Ateca (3), dióc. de Tarazona (12): sit. á la falda de un monte en la ribera del r. Manubles; le baten los vientos del N. y E.; su clima es templado y sano. Tiene 400 casas, inclusas la del ayunt. y cárcel; escuela de niños, á la que concurren 80, dotada con 2,500 rs.; otra de ninas asistida por 20 y 500 rs. de dotacion que satisfacen las mismas: igl. parr. (Ntra. Sra . del Hortal) de segundo ascenso, servida por un cura de provision del vicario general, á propuesta en terna por el capitulo; 6 ermitas, dedicadas á San Juan, Ntra. Sra. de la Concepcion, Sta. Cristina, Sta. Bárbara, Ntra. Sra. de Campo Alavés y San Felix, esparcidas por el térm., y dos cementerios sit. al S. Los vec. se surten de una fuente que hay dentro del pueblo, cuyas aguas son buenas. Confina el térm. por N. con el de Clares; E. Villalengua; S. Cihuela, y O. Bijuesca: su estension de N. á S. es de 2 leg., y 1 de É. á O.: comprende algunos montes poblados de encinas, robles, chaparros, sabinos y espinos blancos; varias canteras y 9 deh. de propios. El terreno es de buena calidad, participa de secano y regadío, que fertiliza el r. Manubles, el cual pasa por medio de la pobl. y sobre el que tiene un puente de piedra silleria. Los caminos conducen á Calatayud, Ateca y Soria, en mediano estado. El correo se recibe del mencionado Calatayud, por balijero, tres veces á la semana. prod.: trigo, cebada, maiz, vino y legumbres; mantiene ganado lanar; hay caza de conejos, liebres y perdices, y pesca de barbos, truchas y anguilas. ind.: la agrícola, 2 molinos harineros, 2 batanes de paños y una tienda de abaceria. pobl.: 268 vec., 1,275 almas. cap. prod.: 2.370,000 rs. imp.. 192,600. contr.: 34,371.
El rey D. Pedro de Castilla ganó esta pobl. en 1358 y dejo en ella por gobernador á Hernan Gutierrez de Sandoval; pero el vecindario que no podía sufrir la dominacion estranjera se alzó contra ella y díó muerte al Sandoval, sacudiendo el yugo.
(Madoz, 1849, p. 107)

## Demografía
Torrijo de la Cañada cuenta con una población de 193 habitantes (INE 2024).
| Gráfica de evolución demográfica de Torrijo de la Cañada entre 1842 y 2021 |
| |
| Población de derecho según los censos de población del INE Población de hecho según los censos de población del INEEn estos censos se denominaba Torrijo: 1842, 1857, 1860, 1877, 1887, 1897, 1900, 1910, 1920, 1930, 1940, 1950, 1960 y 1981 |

## Administración y política
| Período   | Alcalde                       | Partido |  |
| --------- | ----------------------------- | ------- |  |
| 1979-1983 | Esteban Pacheco López         | UCD     |  |
| 1983-1987 | Desiderio Herrero Martínez    | PSOE    |  |
| 1987-1991 | César Molinero Clerencia      | PSOE    |  |
| 1991-1995 | César Molinero Clerencia      | PSOE    |  |
| 1995-1999 | Esteban Pacheco López (indp)  | PSOE    |  |
| 1999-2003 | Félix Serrano González        | PP      |  |
| 2003-2007 | Pablo Latorre Hombría         | PSOE    |  |
| 2007-2011 | Juan Domingo Pacheco Lafuente | PAR     |  |
| 2011-2015 | Juan Domingo Pacheco Lafuente | PAR     |  |
| 2015-2019 | Juan Domingo Pacheco Lafuente | PAR     |  |

| Partido político    | Partido político                                   | 2003   | 2007   | 2011   | 2015   |
| Partido político    | Partido político                                   | Ediles | Ediles | Ediles | Ediles |
|                     | Partido Aragonés (PAR)                             | —      | 3      | 5      | 5      |
|                     | Partido de los Socialistas de Aragón (PSOE-Aragón) | 5      | 3      | 2      | 2      |
|                     | Partido Popular de Aragón (PP)                     | 2      | 1      | 0      | 0      |
| Total de concejales | Total de concejales                                | 7      | 7      | 7      | 7      |

## Cultura

### Patrimonio
En la localidad hay una iglesia bajo la advocación de Nuestra Señora del Hortal. Cuenta con una torre central y arco en la base, flamígero, que se podía dar por ser gótico, y a pocos metros de esta iglesia formando parte de la plaza mayor destacamos el palacio consistorial, con la parte inferior arqueada en forma de lonja, donde se ponen con sus mercancías los feriantes. Eclesiásticamente está incluido en el arciprestazgo del Alto Jalón. 
Coronada la plaza mayor por un torreón-puente perteneciente a la antigua muralla que sirve de acceso para cruzar al otro lado del pueblo de estilo gótico y hecha la base de la torre de piedra sillar, como el puente de Torrijo de la Cañada en verdad un magnífico conjunto histórico conservado. En el siglo XVI se incrementa la altura de la torre, momento al que pertenecen los dos pisos superiores, decorados con ventanas de ladrillo, características del renacimiento aragonés.
La otra iglesia que destaca por su torre es la llamada de San Juan, que es toda de piedra sillar, destacando en su aportalamiento y cubierto varias columnas y pórticos de estilo renacentista. En las calles altas del pueblo pueden encontrarse entre restos de antiguos corrales los restos de lo que fue una fortaleza medieval, construida en el siglo XIV, durante la guerra de los Pedros.
En lo alto de las cumbres que coronan el valle donde se asienta el pueblo jalonado por el río Manubles podemos observar una ermita dedicada a Santa Bárbara, desde la cual podemos observar todo el pueblo. Se observa también una ladera, en la cual se encuentran más de un centenar de antiguas bodegas, imagen aún viviente de un pasado vinícola y ahora usadas como peñas populares.
Todos los alrededores, están más o menos conservadas las eras típicas de trillar junto a cientos de pajares de un pasado también dedicado al cultivo y tratado del cereal, junto con sus dos fábricas (en ruinas) harineras.
También se conservan las ruinas de una antigua ermita a la salida del pueblo hacia el vecino pueblo de Castilla Deza. Levantada en honor a Santa Cristina, la ermita tiene un peirón en bastante buen estado de conservación. Encontramos otro peirón a la entrada del pueblo, según se viene de la vecina Villalengua, dedicado en honor a San Vicente.
Siguiendo una verde sierra de repoblación forestal, al final en la cumbre de la montaña más alta superando los 1000 metros, se encuentra una ermita, levantada en honor a los santos patronos San Félix y Santa Régula, y unas vistas muy buenas de un entorno espléndido y del Moncayo.
Pasando el río Carabán y parte de un monte de gran valor de flora y fauna típicamente ibérica, que se abre para dar paso a una submeseta Castellano-Aragonesa, en la cual encontramos varias ruinas de ventas, pajares y almacenes para el grano de un asentamiento habitado hasta bien entrado el siglo XX llamado Campo Alavés, en el cual se conserva una ermita grande levantada en honor a la virgen del Campo Alavés.

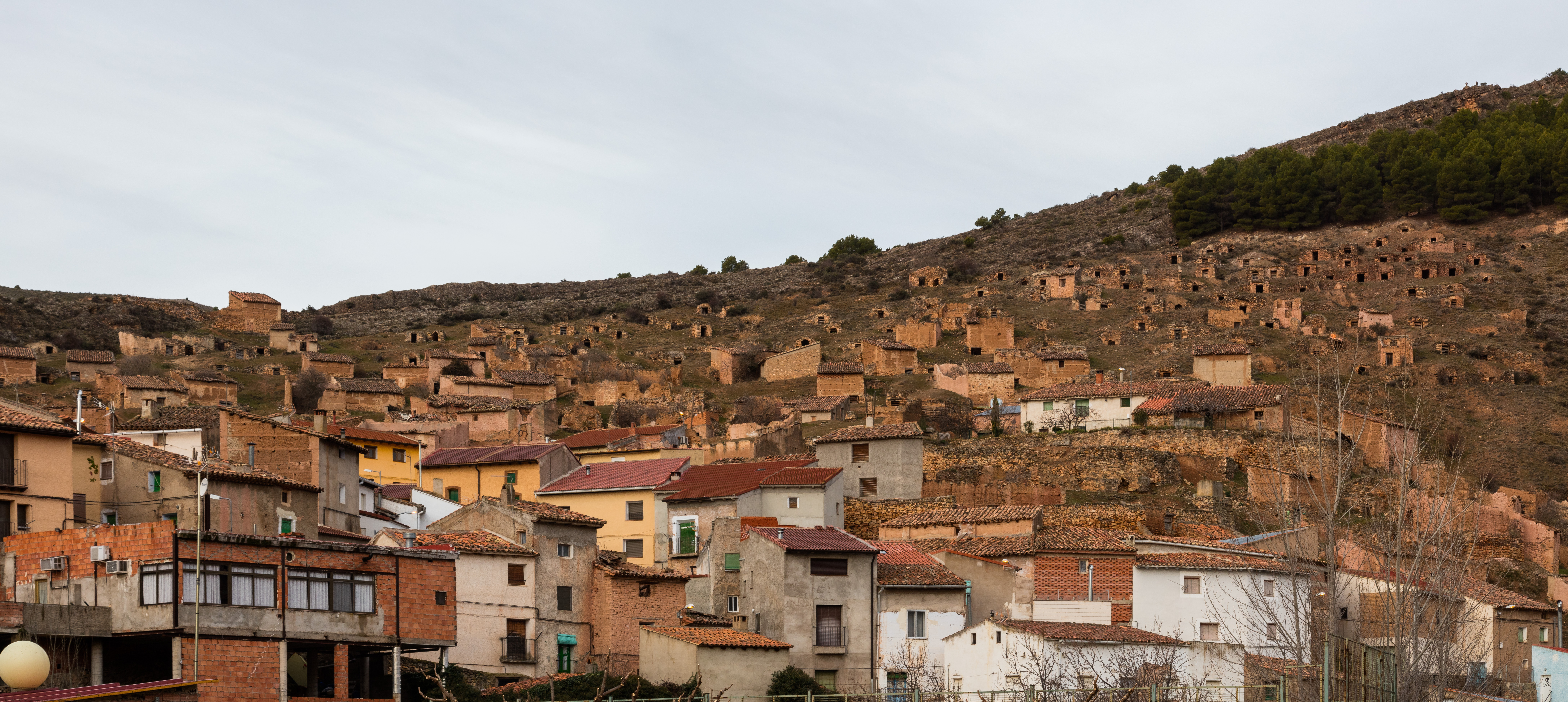
Cuevas-bodega
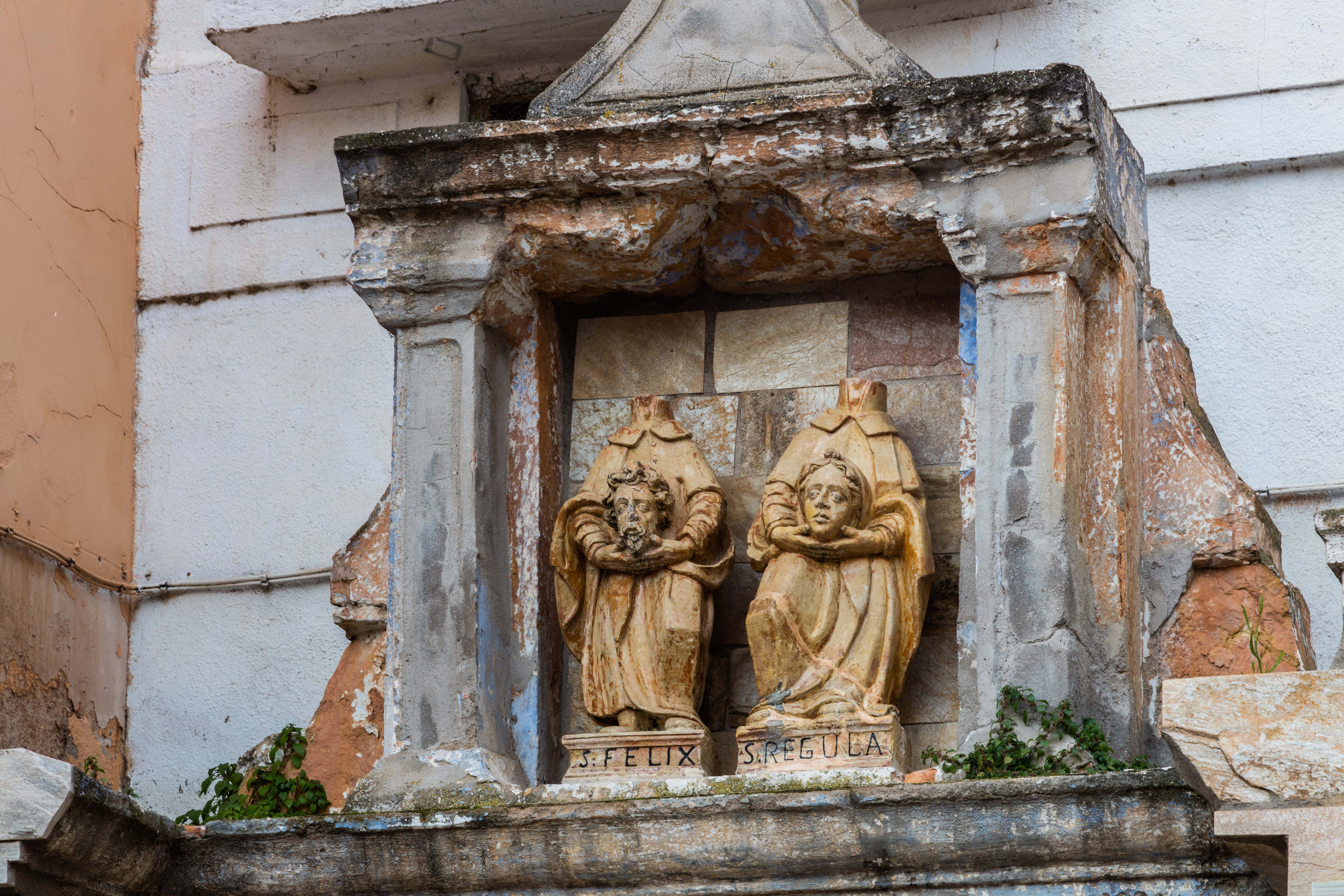
Estatuas de San Félix y Santa Régula
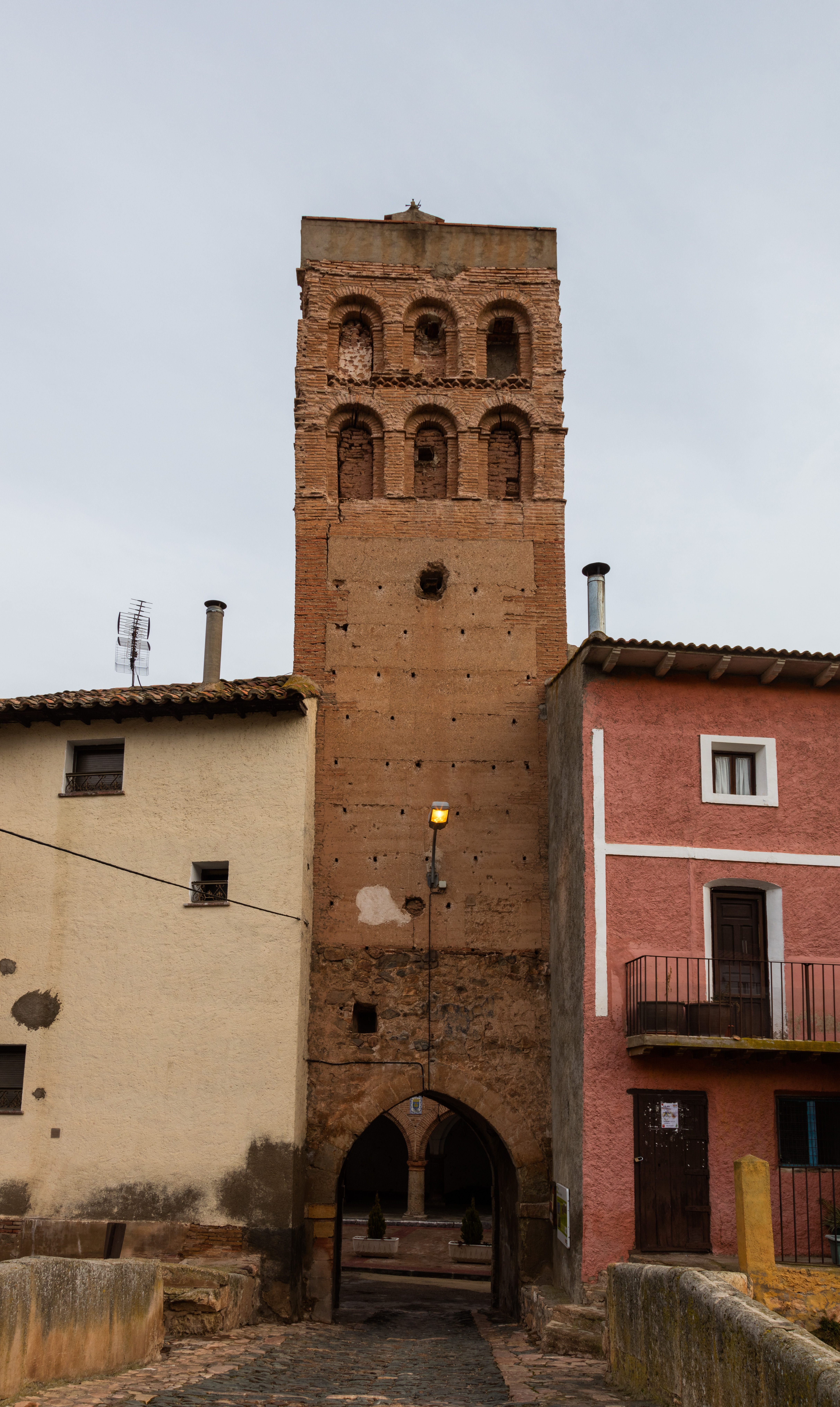
Torre de la muralla
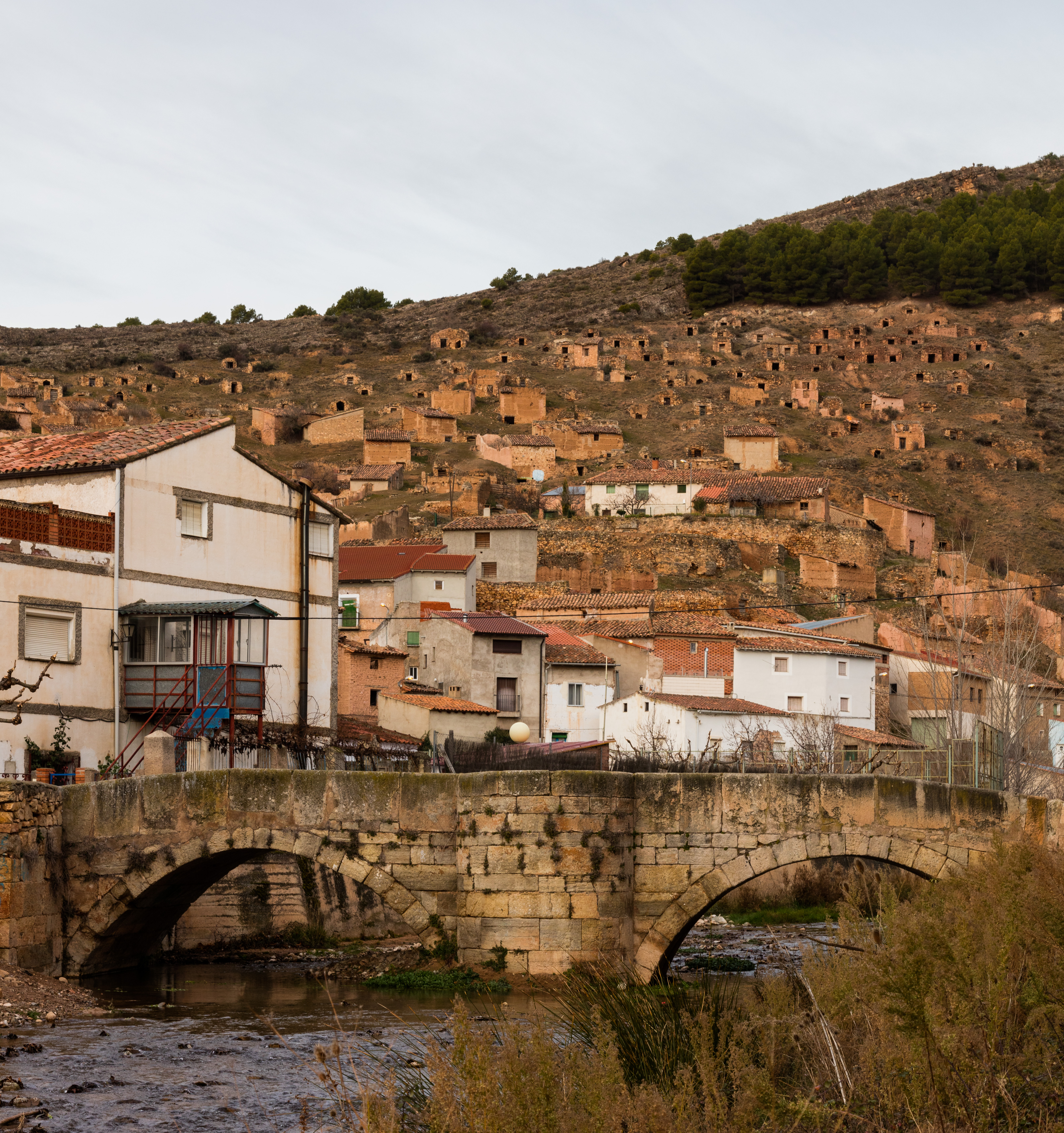
Puente romano
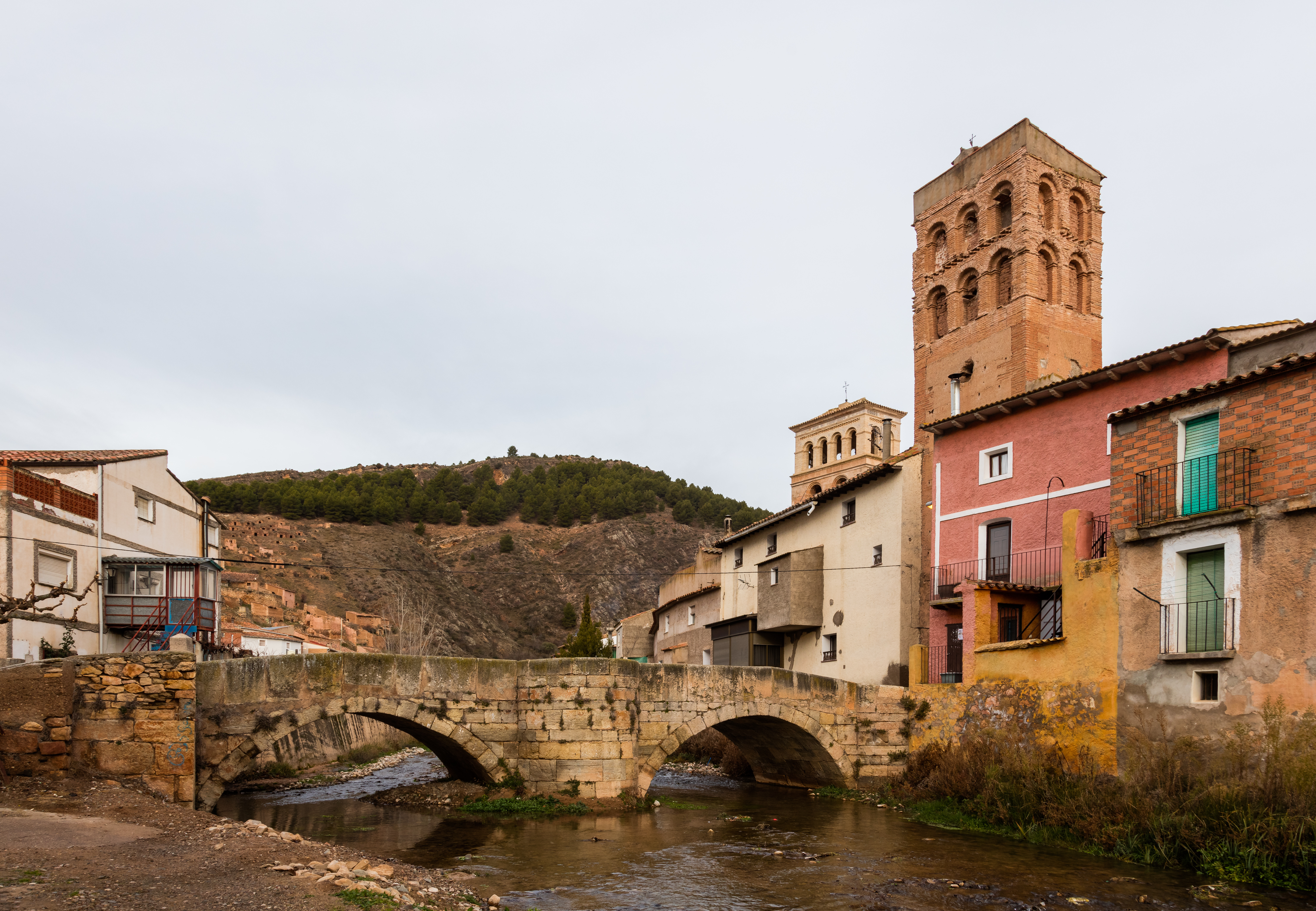
Puente romano y torre de la muralla
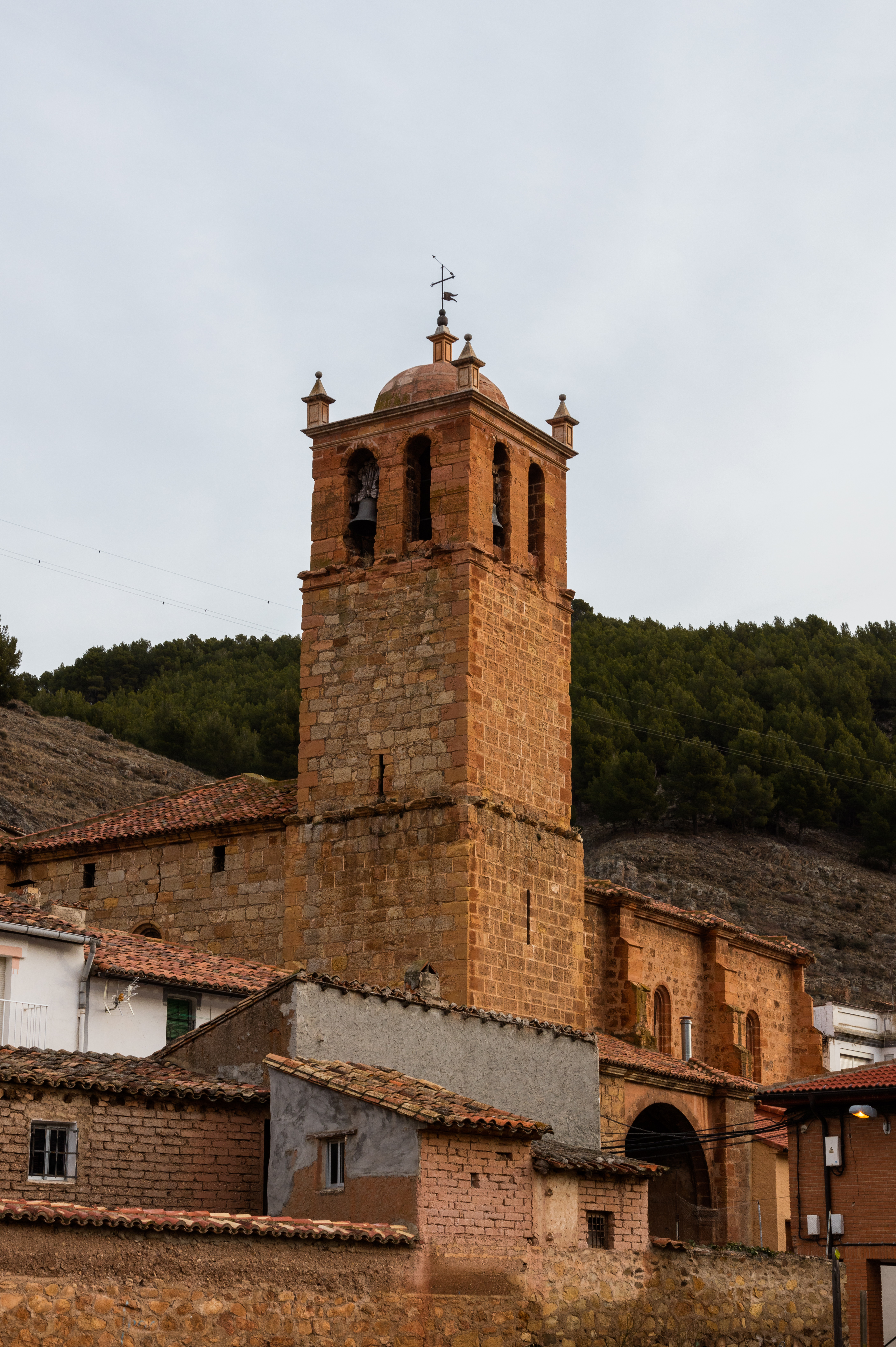
Iglesia de San Juan
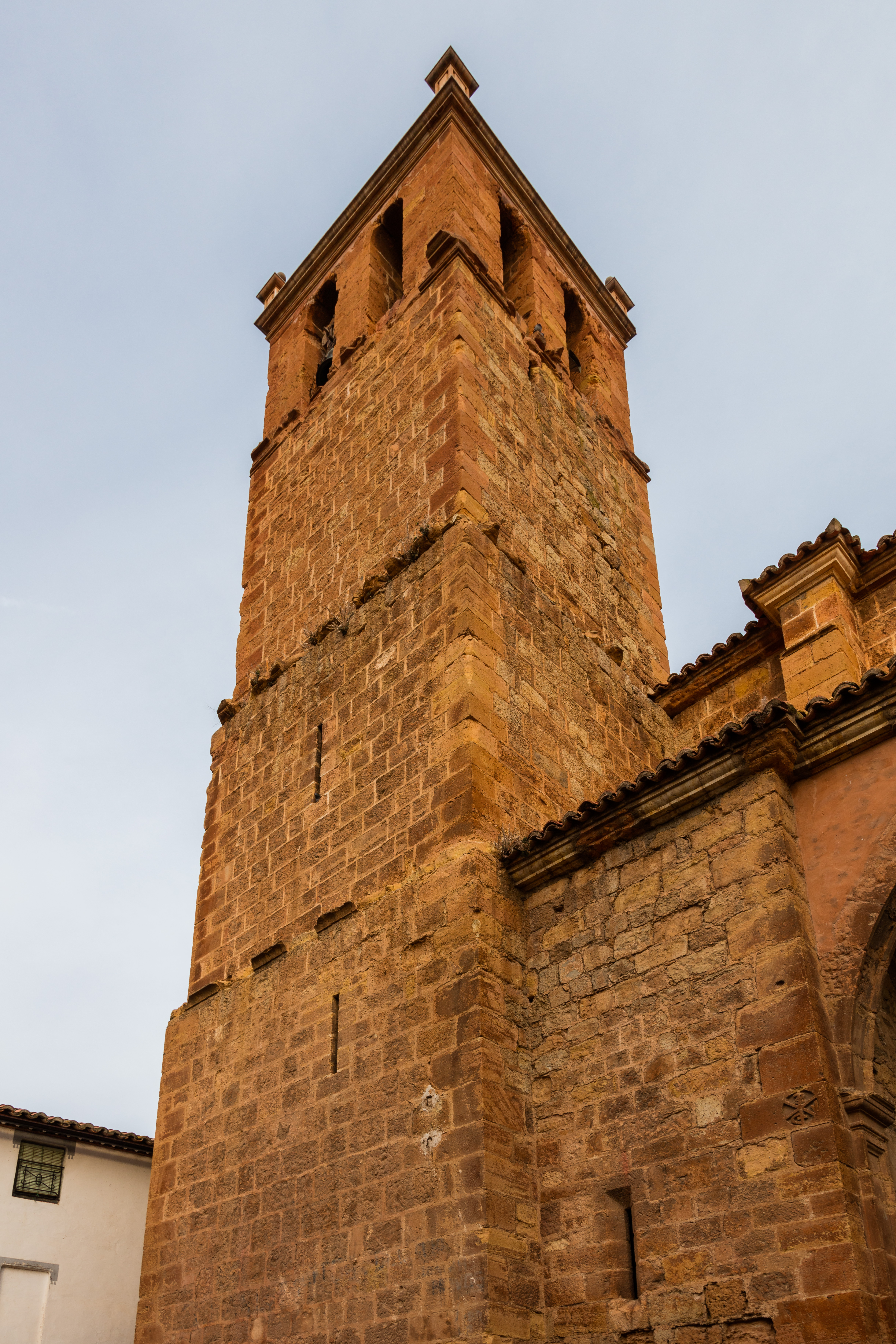
Campanario de la iglesia de San Juan
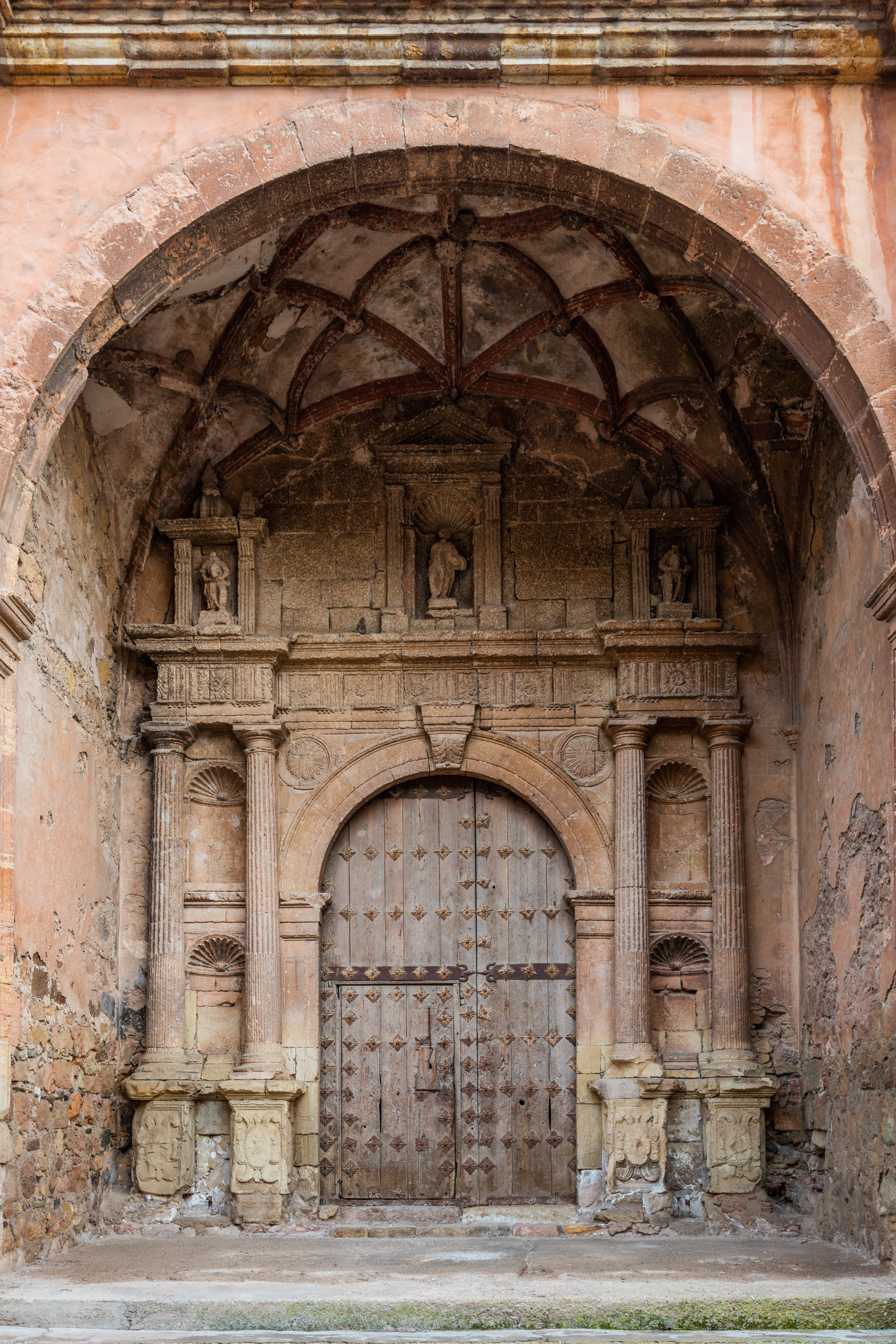
Pórtico de la iglesia de San Juan
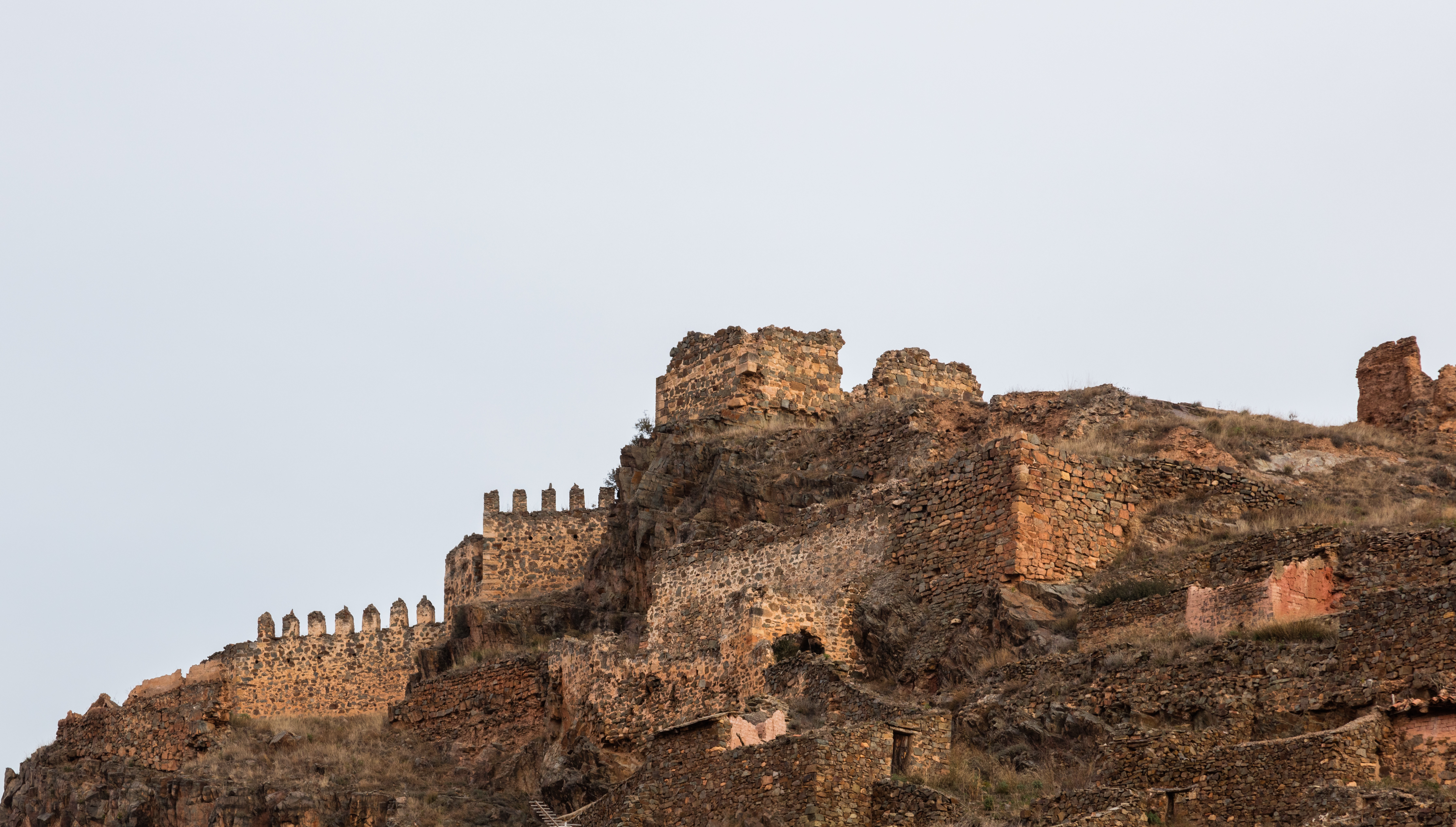
Castillo
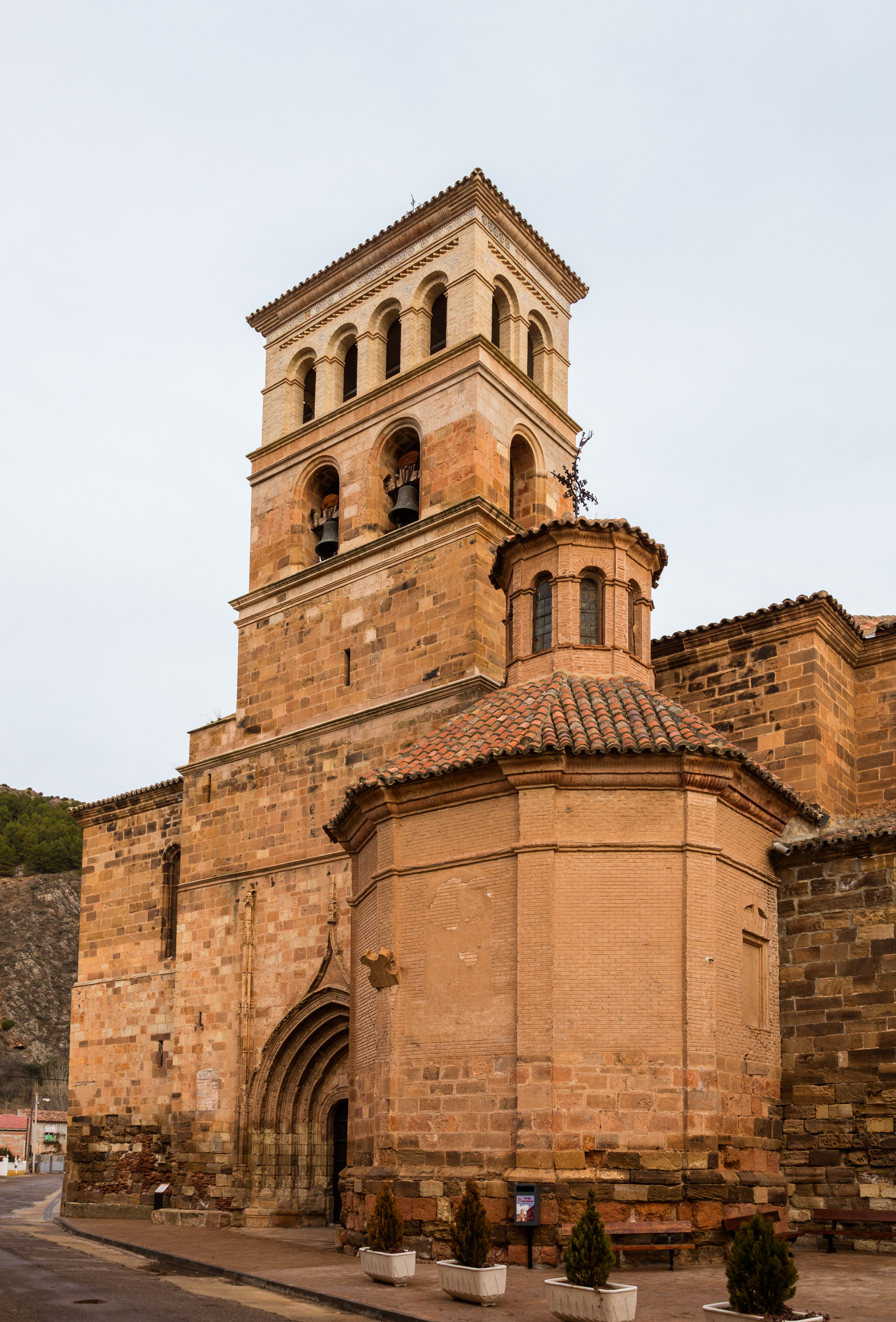
Iglesia de Nuestra Señora del Hortal
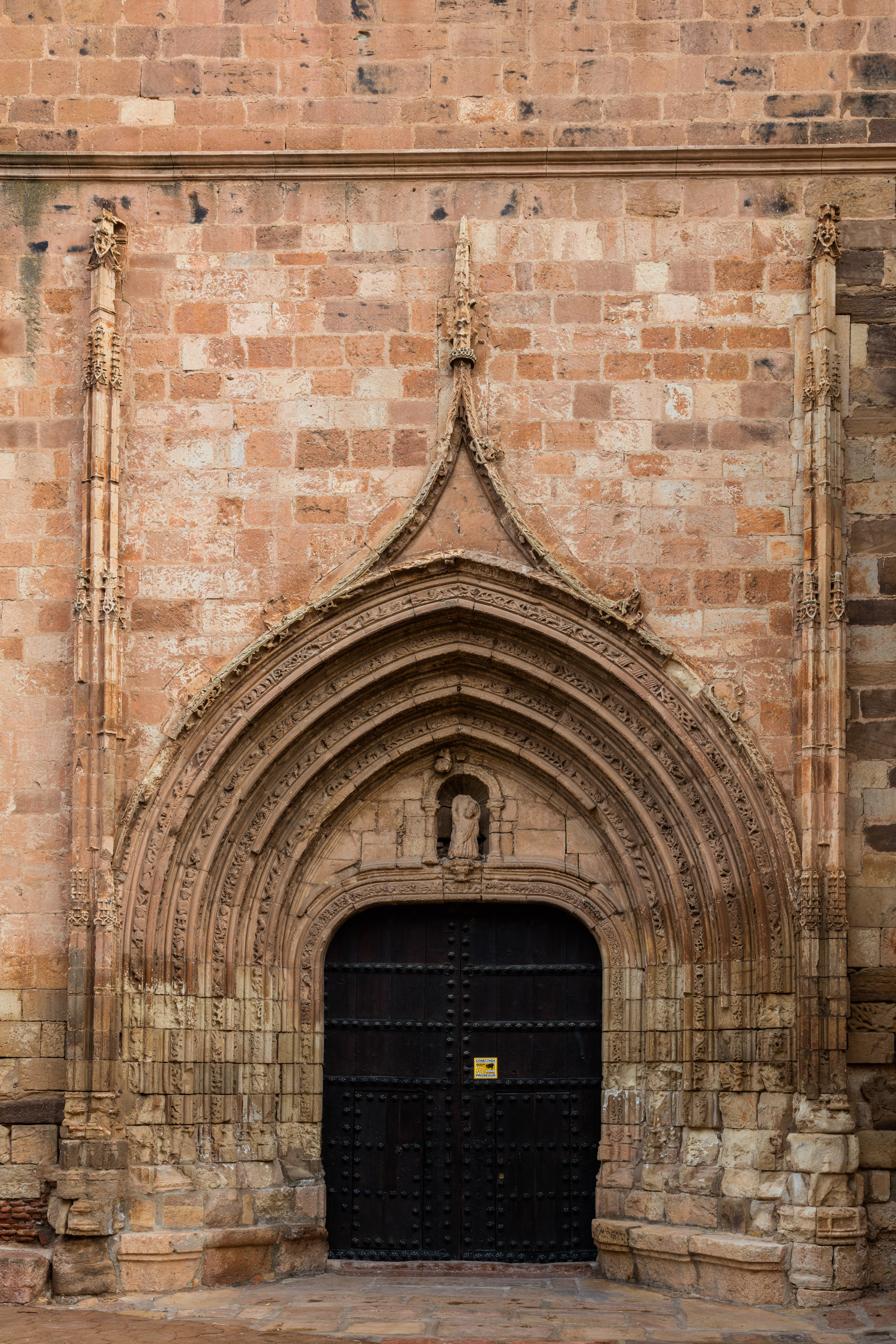
Pórtico de la iglesia de Nuestra Señora del Hortal
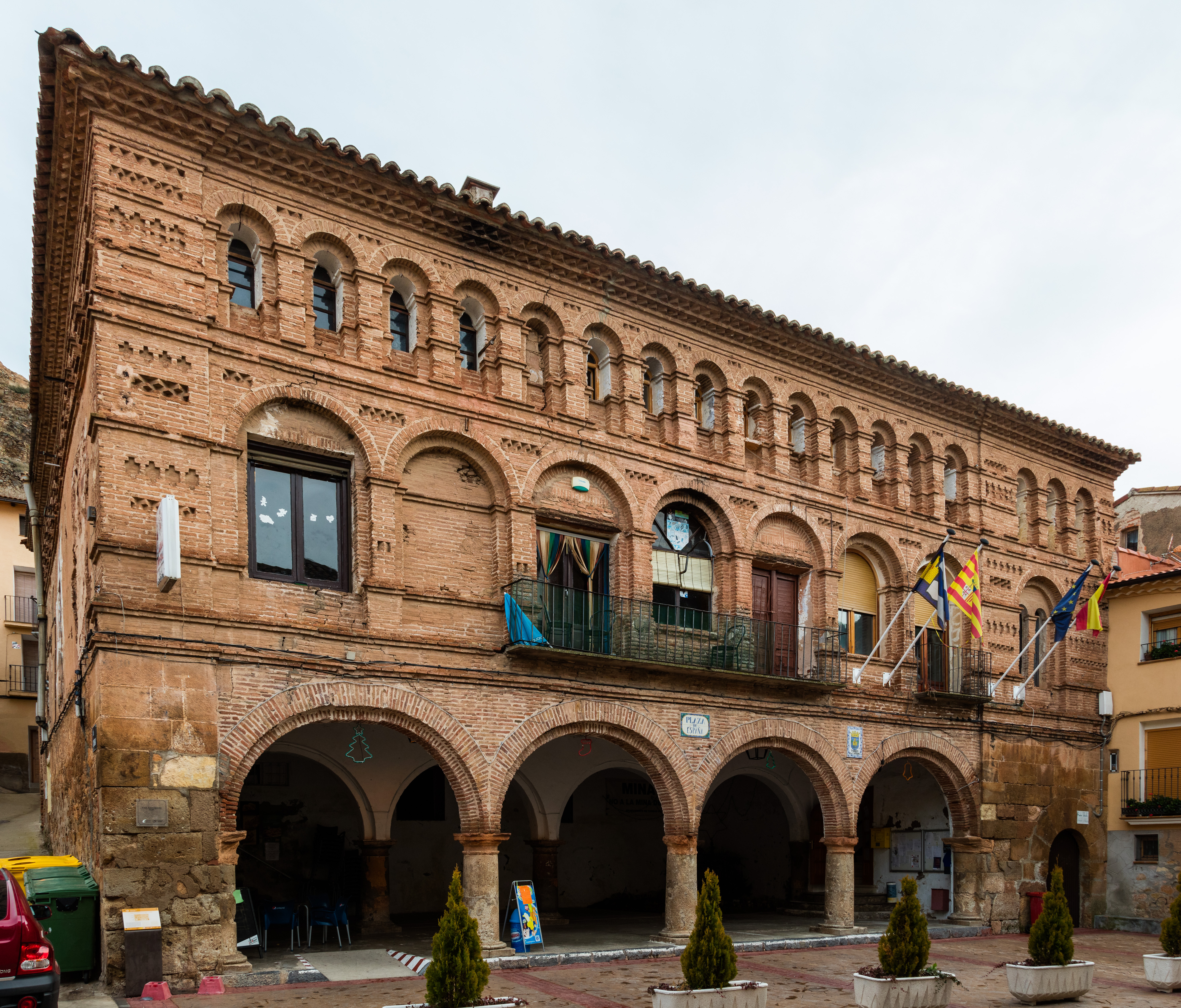
Casa consistorial

### Fiestas
La Semana Santa en Torrijo de la Cañada está declarada de interés turístico regional.